# The Red Old Hills of Georgia
The Red Old Hills of Georgia è un cortometraggio muto del 1913 diretto da Charles M. Seay.

## Produzione
Il film, che venne girato in Georgia, fu prodotto dalla Edison Company.

## Distribuzione
Distribuito dalla General Film Company, il film - un cortometraggio in una bobina - uscì nelle sale cinematografiche degli Stati Uniti il 1º agosto 1913.